# Steven Levitt
Pour les articles homonymes, voir Levitt.
Steven Levitt, né Steven David Levitt le 29 mai 1967 à La Nouvelle-Orléans, est un économiste américain, professeur à l'université de Chicago. Il utilise les méthodes de la microéconomie pour investir des champs d'études originaux : le comportement des agents immobiliers, l'économie de la drogue, les liens entre baisse de la criminalité et avortement ou la prostitution. Il coécrit avec Stephen J. Dubner le livre Freakonomics paru en 2005 sur ces sujets. En 2009, le livre avait été vendu à plus de 4 millions d'exemplaires dans le monde.
Récompensé par la médaille John-Bates-Clark en 2003, il est aujourd'hui professeur d'économie à l'université de Chicago.
Selon RePEc, Steven Levitt a publié près de 80 articles scientifiques dans des revues à comité de lecture. Il totalise plus de 7 000 citations et son indice h est de 45. La revue dans laquelle il a le plus publié (14 articles) est l'American Economic Review,. Il fait partie des économistes les plus cités au monde dans les champs de l'analyse économique du droit, de l'économie expérimentale, et de la microéconomie.

## Biographie
Steven Levitt a étudié à l'université Harvard et obtenu un doctorat au MIT (1994). Il ne se passionne pas pour la macroéconomie qu'il juge « trop ardue » et « déconnectée des idées et des intuitions ».
Loin des grandes théories, il s'intéresse à une économie plus proche de la réalité des faits sociaux. Il suit en cela les traces de Gary Becker qui a étendu dès les années 1950 l'analyse économique à l'ensemble des comportements humains.
Spécialiste des statistiques sur la criminalité, il a été contacté par l'administration Clinton, puis par l'équipe électorale de George W. Bush. Mais il a décliné ces offres déclarant que « le temps est un luxe que vous n'avez pas à Washington. Vous êtes censé être expert dans des domaines où vous ne connaissez rien. Et je n'aime pas l'imposture. »
Il tient mensuellement une chronique économique avec le journaliste Stephen J. Dubner dans le New York Times Magazine.
Il a coécrit avec lui l’ouvrage Freakonomics paru en 2005 et devenu un best-seller.
Il est marié à Jeannette, avec qui il a cinq enfants : Amanda, Olivia, Nicholas, Sophie et Bernadette.

## Freakonomics
Freakonomics, néologisme que l’on pourrait traduire en français par « l’économie saugrenue », est le livre d’économie le plus lu aux États-Unis et a été publié en France en 2006.
Publié en 2005 à la suite du succès d'un article du New York Times, Levitt, en collaboration avec le journaliste Stephen J. Dubner, développe plusieurs thèmes liant vie sociale et comportement économique. Steven Levitt travaille à partir de données statistiques grâce auxquelles il cherche à expliquer les comportements de l'individu dans la société. Son idée est que l'économie « consiste à distinguer corrélation et causalité ». Il dresse des parallèles étonnants, volontiers provocants, pour mieux comprendre certaines tendances économiques (comme le rapport existant entre instituteurs et lutteurs de sumo ou encore les membres du Ku Klux Klan et les agents immobiliers). Entre autres exemples, il tente de démontrer :
- Que ce n'est pas forcément parce que la mise en place par Rudolph Giuliani d'une politique de tolérance zéro a été suivie par une baisse de la criminalité à New York que l'un est la cause de l'autre. Selon Levitt il s'agirait plutôt de la conséquence inattendue de la mise en place de l'arrêt Roe v. Wade en 1973, qui légalisa l'avortement vingt ans plus tôt et permit à une « génération de criminels en puissance », issue de milieux très défavorisés, dont la naissance n'était pas désirée, et dont les parents n'avaient pas les moyens de s'offrir un avortement clandestin, de ne pas naître. Cette thèse centrale dans le livre, développée par Levitt en 2001, avait à l'époque causé de très vives polémiques tant du côté des milieux conservateurs (justification de l'avortement comme arme de lutte anti-crime) que démocrates (stigmatisation des mères afro-américaines) ou encore économistes (questionnement de la méthode Levitt)
- Qu'un agent immobilier ne vend pas une maison au meilleur prix pour le vendeur (pour avoir une commission plus importante), mais au prix qui lui apporte le meilleur rapport « quantité de travail fourni/commission finale ». Par exemple un agent immobilier préférerait conseiller à son client de vendre sa maison de suite s'il a une offre à 300 000 € plutôt qu'attendre dix jours de plus pour espérer la vendre 310 000 € car l'écart de commission qu'il va percevoir ne vaut pour lui pas la peine d'attendre dix jours supplémentaires par rapport au travail fourni. Quand ils vendent leur propre maison, les agents immobiliers américains la laissent, de fait, sur le marché en moyenne dix jours de plus pour obtenir un prix 3 % supérieur.
- Que si la plupart des trafiquants de drogue des gangs américains habitent encore chez leur maman, c'est que la structure des gangs favorise uniquement le sommet de la pyramide, les nombreux « fantassins » (nombreux et prêts à supporter de mauvaises conditions dans l'espoir de monter les échelons) se partageant le danger pour un salaire horaire final inférieur au salaire minimal d'activités bien plus légales. Il note à ce titre que les dealers vieillissants (et encore en liberté et en vie) quittent cette activité pour un emploi plus standard dès qu'ils doivent subvenir aux besoins de leur famille.
- Que les enfants auxquels on a donné un prénom « typiquement noir » (Imani, Ebony, Shanice, etc. pour les filles, DeShawn, DeAndre, Marquis, etc. pour les garçons) ont un avenir économique et social beaucoup plus désavantagé que ceux portant un prénom « typiquement blanc » (Molly, Amy, Claire, etc. pour les filles, Jake, Connor, Tanner, etc. pour les garçons). Par exemple, les expériences de testing à l’embauche montrent que les candidats à « prénoms blancs » reçoivent plus de réponses des employeurs potentiels que les candidats à « prénoms noirs ». Mais les enfants ayant un prénom « typiquement noir » tendent à avoir une mère non mariée, pauvre, sans éducation, vivant dans un quartier pauvre et … ayant elle-même un prénom typiquement noir. Si un prénom « typiquement noir » tend à être associé à un devenir économique et social désavantagé, c’est ainsi beaucoup plus comme un indicateur que comme une cause.

En réalité, Steven Levitt affirme croiser une étude rigoureuse des faits et une dose d'intuition et de bon sens, en oubliant néanmoins tout préjugé : « L'économie n'est pas idéologique. Elle n'est pas politique. Elle n'a rien à voir avec le politiquement correct. Vous devez simplement aller où vous mènent vos réponses. »
Fort de leur succès commercial, Levitt et Dubner ont publié en octobre 2009 un second livre dans la même veine, Super Freakonomics qui a été beaucoup moins bien accueilli par la critique et fait l'objet d'une controverse concernant notamment sur les affirmations des auteurs concernant le réchauffement climatique.

## Distinctions
- 2003 : médaille John-Bates-Clark

## Publications

### Originales en anglais
- avec Stephen J. Dubner, Freakonomics : A Rogue Economist Explores the Hidden Side of Everything, William Morrow, 2005, 242 p. (ISBN 978-0-06-073132-8)
- avec Stephen J. Dubner, Super Freakonomics : Global Cooling, Patriotic Prostitutes and why Suicide Bombers should Buy Life Insurance, William Morrow, 2009, 288 p.
- avec Stephen J. Dubner, Think Like a Freak : The Authors of Freakonomics Offer to Retrain Your Brain, William Morrow, 2014, 288 p. (ISBN 978-0-06-221833-9)
- avec Stephen J. Dubner, When to Rob a Bank : ...And 131 More Warped Suggestions and Well-Intended Rants, William Morrow, 2015, 400 p. (ISBN 978-0-06-238532-1)

### Traductions en français
- Freakonomics, Denoël, 2006, 304 p. (ISBN 978-2-207-25796-8); édition poche Folio actuel, 2007,  (ISBN 978-2070341795)
- SuperFreakonomics (trad. de l'anglais), Paris, Denoël, 2010, 336 p. (ISBN 978-2-207-26190-3); édition poche Folio actuel, 2011,  (ISBN 978-2070443451)
- Pensez comme un freak !, De Boeck Supérieur, 224 p.  (ISBN 9782807301450), 2016
- À quelle heure braquer la banque ?, De Boeck Supérieur, 304 p.  (ISBN 9782807301610), 2016